# Dans la peau (album de Kyo)
Pour les articles homonymes, voir Dans la peau (album de Camélia Jordana).
Albums de Kyo
L'Équilibre
(2014)
Singles
1. Ton mec
Sortie : 21 septembre 2017
2. Plan A
Sortie : 3 novembre 2017
3. Dans les cordes
Sortie : 28 mars 2018
4. Fremen
Sortie : 14 juin 2018

Dans la peau est le cinquième album studio de Kyo sorti le 8 décembre 2017. 
Kyo continue un peu plus, son virage entamé lors de l'album précédent, avec une sonorité de plus en plus électro. L'album est précédé par les deux singles « Ton mec » et « Plan A » sortis quelques semaines avant l'album. « Ton mec » sera sélectionné parmi les nominations des victoires de la musique de 2018.
L'album connaît un succès moindre, se vendant à quelques 30 000 exemplaires, mais est suivi d'une tournée de plus de 25 concerts (hors festivals) en France, en Belgique et en Suisse jusqu'en décembre 2018. Le titre Fremen reste le morceau le plus plébiscité de l'album par les fans.

## Liste des pistes
| No  | Titre                     | Durée |
| --- | ------------------------- | ----- |
| 1.  | La température            | 3:37  |
| 2.  | Plan A                    | 3:52  |
| 3.  | Ton mec                   | 3:01  |
| 4.  | Fremen                    | 4:14  |
| 5.  | Prends-le                 | 3:53  |
| 6.  | Dans les cordes           | 3:23  |
| 7.  | Danse                     | 3:02  |
| 8.  | Plus à gagner qu'à perdre | 2:56  |
| 9.  | Plus que mes doutes       | 4:46  |
| 10. | Troisième pas             | 3:14  |
| 11. | Prends Les coups          | 2:44  |
| 12. | 7 vies                    | 3:55  |

## Classement hebdomadaire
| Classement (2017)            | Meilleure position |
| ---------------------------- | ------------------ |
| France (SNEP)                | 33                 |
| Belgique (Wallonie Ultratop) | 19                 |
| Suisse (Schweizer Hitparade) | 58                 |